# 옥산면 (의성군)
옥산면(玉山面)은 대한민국 경상북도 의성군의 면이다. 넓이는 104.12km2이고, 인구는 2012년 기준으로 2,156명이다.

## 연혁
- 1914년 행정구역개편으로 10개동으로 개편

## 행정 구역
- 구성리(구성1리, 구성2리)
- 정자리
- 감계리
- 실업리
- 오류리
- 금봉리
- 전흥리(전흥1리, 전흥2리)
- 입암리(입암1리, 입암2리, 입암3리)
- 금학리
- 신계리